# Nekmíř
Nekmíř är en ort i Tjeckien.   Den ligger i regionen Plzeň, i den västra delen av landet, 90 km väster om huvudstaden Prag. Nekmíř ligger 452 meter över havet och antalet invånare är 410.
Terrängen runt Nekmíř är lite kuperad. Runt Nekmíř är det ganska tätbefolkat, med 248 invånare per kvadratkilometer. Närmaste större samhälle är Plzeň, 14,8 km sydost om Nekmíř. I omgivningarna runt Nekmíř växer i huvudsak blandskog.